# Toltrele Prutului

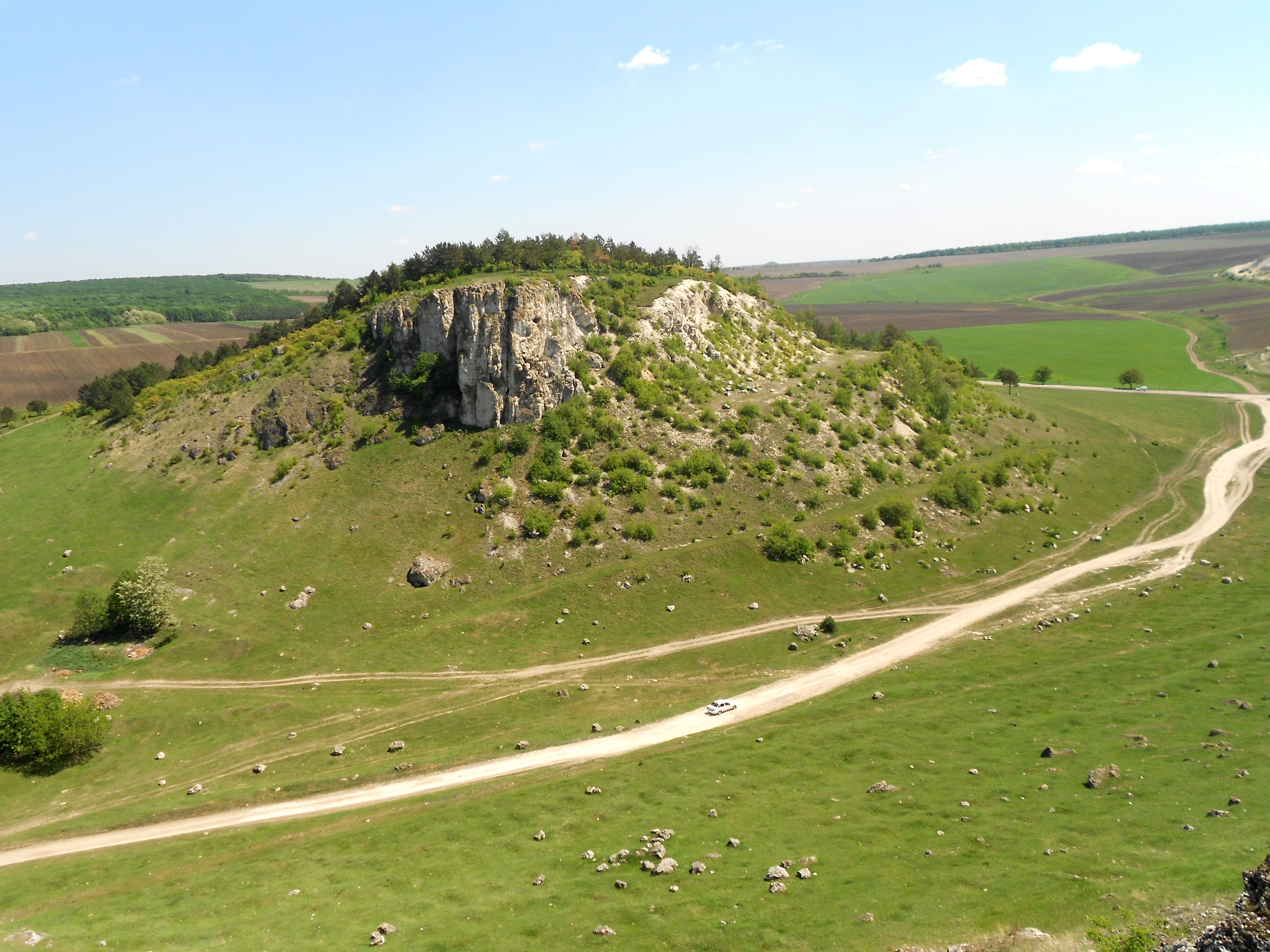
Stîncă calcaroasă în preajma satului Fetești din Raionul Edineț.

Toltrele Prutului (din limbile rusă толтры și ucraineană товтри, «movile», numite și Stâncile Prutului sau O sută de movile) sunt un lanț de formațiuni calcaroase de tip recifal, rispite pe o distanță de circa 200 km de-a lungul Prutului de Mijloc, în Republica Moldova. Încep din apropiere de Criva, în zona graniței de nord a țării și continuă până la Cobani, 200 km mai la sud. Alte astfel de movile există și în Ucraină vecină, în regiunea Podolia. Câteva dintre cele moldovene, între satele Braniște și Avrămeni, pe o lungime de 8 kilometri și o lățime de 2 kilometri, sunt declarate monumente ale naturii și sunt protejate prin lege. Aceste lanțuri de recifi calcaroși sunt constituite din fosile de corali, moluște, scoici, alge calcaroase și alte organisme marine, care populau mările tropicale Tortoniană și Sarmatică acum 10-20 milioane de ani.

## Amplasare
Toltrele Prutului sunt concentrate pe o suprafață restrânsă, în bazinele râurilor mici Larga, Vilia, Lopatnicul, Draghiștea, Racovățul, Ciuhurul și Camenca care se varsă în porțiunea Prutului de Mijloc. Deși fragmentate puternic în mai multe locuri, lanțurile de recife se mai prezintă și astăzi ca o structură unitară ce se întinde pe o distanță de aproape 200 km.

## Evoluție geologică
Acum 15-20 de milioane de ani, Republica Moldova era acoperită de Marea Sarmatică. În mare viețuiau pești, meduze și crustacee, delfini și rechini, iar în estuare pășteau hipopotami.

## Structură
Lanțurile de recife calcaroase din nordul Moldovei au aceeași geneză ca și marele lanț coralier din Australia, numai că cel de acolo, fiind recent, se află aproape în întregime sub apă, vârfurile lui ieșind din ocean la o înălțime de 2-5 m, pe când recifele fosile care apar în stâncile Prutului ajung sau trec cota de o sută de metri și, mulțumită ridicării substratului (isostasia, care a pricinuit și adâncirea canioanelor Răutului și Nistrului), toată înalțimea lor se află acum pe uscat.

## Activitate antropică
Au fost luate sub protecția statului prin hotǎrâri și legi din anii 1975 și 1998. Cu toate acestea, stâncile sunt brăzdate de cariere, de unde se extrage piatră, nisip si alte zǎcǎminte minerale.